# Francisco Aznar y Pueyo
Francisco Aznar Pueyo (Panticosa, 29 de mayo de 1821 - Tortosa, 29 de junio de 1893), fue un obispo español del siglo XIX.

## Biografía
Estudió Gramática y Humanidades en los Escolapios de Jaca. Prosiguió su formación en la Universidad Sertoriana y en el Seminario de Huesca, donde se licenció en Filosofía y Teología, y también en la Universidad de Zaragoza, donde se doctoró en las mismas materias. Ejerció como profesor de Teología en ambas universidades y, concretamente, en la de Zaragoza lo fue a partir del 14 de marzo de 1846. Desde ese mismo año fue también párroco de Movera.
Entre 1854 y 1862 fue rector de la colegiata de Tamarite de Litera, donde conoció al tamaritano Constantino Bonet y Zanuy, que tras su nombramiento como obispo de Gerona lo nombró Secretario de Cámara en 1862 y posteriormente archidiácono. Cuando Bonet fue ascendido a arzobispo de Tarragona en 1875, Aznar Pueyo le acompañó, manteniendo el cargo de secretario para posteriormente ser nombrado canónigo de la catedral metropolitana.
Aznar y Pueyo fue designado obispo de Tortosa el 31 de diciembre de 1878, recibiendo la preconización el 28 de febrero de 1879. Fue ordenado obispo el 6 de julio de 1879, en una ceremonia presidida por el entonces arzobispo de Tarragona, Benito Vilamitjana y Vila, con la ayuda como consagradores de Tomás Costa y Fornaguera, obispo de Lérida, y Ramón Fernández y Lafita, obispo de Jaca. Tomó posesión del cargo el 13 de julio de 1879, haciendo entrada en la ciudad el día 19 del mismo mes.
Aznar y Pueyo fue un integrista y partidario del tradicionalismo, protegiendo publicaciones ultramontanas y oponiéndose al matrimonio civil. También promovió la implantación de órdenes religiosas como las teresianas o los jesuitas en el sistema educativo de su diócesis y la persecución de los masones, contra los que escribió una pastoral en 1884. Durante su episcopado tuvo lugar en 1887 la asamblea general de los Círculos Católicos, algo que es visto como una importante innovación social y un significativo evento político antiliberal de la época. Realizó igualmente una peregrinación a Roma para visitar el sepulcro de san Luis.
Murió a las seis de la mañana del 29 de junio de 1893, y fue enterrado a la capilla de san Pedro de la catedral de Tortosa.